# Sorpasso (manovra)

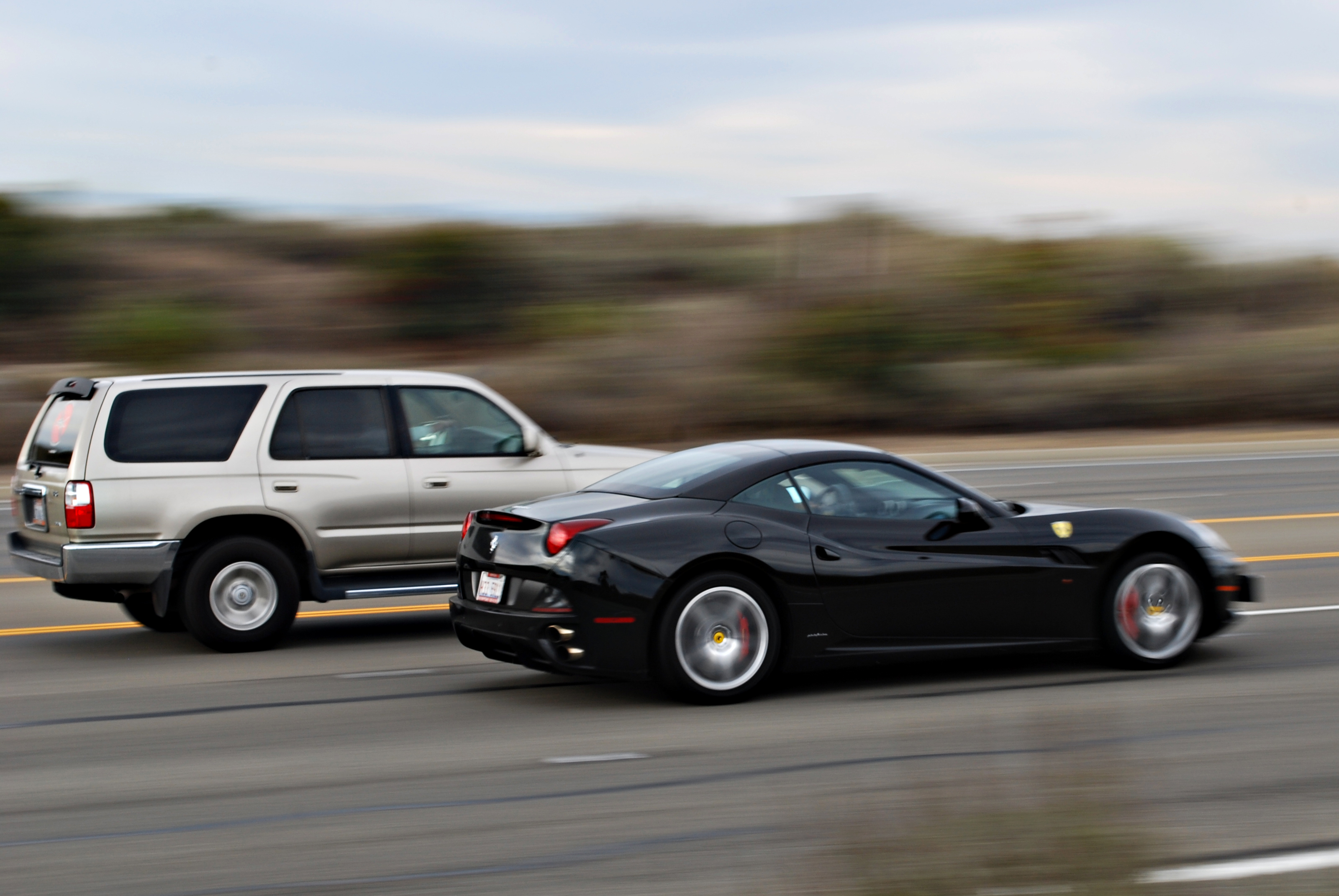
Due auto durante un sorpasso

Il sorpasso, nella circolazione stradale, è il superamento di un veicolo che procede nello stesso senso o che si trova fermo sulla propria mano. In Italia la manovra è disciplinata dall'articolo 148 del codice della Strada, che prevede che si possa effettuare solamente da sinistra ad eccezione di alcuni casi particolari. Se la strada non è dotata di almeno due corsie per senso di marcia, si tratta di una manovra pericolosa, in quanto generalmente si tende ad invadere la corsia destinata al senso opposto.